# فيرانوس ألفا مور
فيرانوس ألفا مور (بالإنجليزية: Veranus Alva Moore)‏ ولد في هاونسفيلد في نيويورك في 13 نيسان 1859 و توفي في 11 تشرين الثاني 1931 و هو عالم بكتيريا وعلم أمراض أمريكي تخرج من جامعة كورنيل و شغل فيها أيضا عميد كلية الطب البيطري ما بين عامي (1908-1929).